# Stabilità delle triple giunzioni
Stabilità della tripla giunzione è un'espressione utilizzata in geologia. Una tripla giunzione è un punto in cui i margini di tre placche tettoniche si incontrano; in corrispondenza di esso, ognuno dei tre margini può essere di tre tipi: dorsale oceanica (in inglese ridge, R), fossa oceanica (in inglese trench, T) o faglia trasforme (in inglese transform fault, F). In virtù di questo fatto, ogni tripla giunzione può essere descritta in base alla tipologia dei confini di placca che in essa si congiungono (ad esempio Fault-Fault-Trench o Ridge-Ridge-Ridge, abbreviati in F-F-T e R-R-R).
Teoricamente è possibile anche l'esistenza di punti di incontro di 4 o più placche ma, una volta formatesi, queste giunzioni si distruggerebbero istantaneamente.

## Valutazione della stabilità

### Definizioni e assunzioni
Le triple giunzioni possono essere descritte, e la loro stabilità valutata, anche senza bisogno di dettagli geologici circa la regione in cui si trovano, ma semplicemente definendo le proprietà dei margini che in esse si incontrano e svolgendo alcuni semplici calcoli sulle loro velocità.
Una giunzione è definita stabile quando la sua geometria è mantenuta nel tempo nonostante il movimento delle placche coinvolte e ciò pone ovviamente delle restrizioni sulle velocità relative dei margini che si incontrano nella giunzione e sulla loro orientazione. Allo stesso modo, una giunzione è detta instabile quando muta nel tempo; le triple giunzioni di tipo R-R-F, ad esempio, evolvono facilmente in giunzioni di tipo F-F-R.
Assumendo che le placche siano rigide e che la terra sia sferica, il teorema della rotazione di Eulero può essere utilizzato per ridurre la valutazione della stabilità di una tripla giunzione ad una determinazione dei movimenti relativi delle placche che in essa si incontrano e ai loro margini. L'assunzione della rigidità funziona particolarmente bene nei casi della crosta oceanica e la variazione del raggio terrestre tra i poli e l'equatore è sufficientemente piccola da rendere del tutto giustificabile l'approssimazione della Terra ad una sfera.
Dan McKenzie e W. Jason Morgan analizzarono per primi la stabilità delle triple giunzioni aggiungendo alle sopracitate assunzioni l'ipotesi che i poli di Eulero che descrivono i movimenti delle placche potessero essere approssimati a movimenti rettilinei su una superficie, ossia introducendo una semplificazione che risulta valida se i poli di Eulero sono distanti dalla tripla giunzione considerata. I due diedero le seguenti definizioni di R, T e F:
- R – strutture che producono litosfera simmetricamente su entrambi i lati e perpendicolarmente al vettore velocità relativa delle placche (da notare che questo non è sempre vero, come accade per esempio nel golfo di Aden).
- T – strutture che distruggono litosfera da uno solo dei loro lati. Il vettore velocità relativa può essere obliquo al margine di placca.
- F – faglie attivi parallele al vettore di scorrimento.

### Classificazione
McKenzie e Morgan teorizzarono l'esistenza di 16 tipi differenti di tripla giunzione, diversi dei quali però erano puramente teorici e non necessariamente presenti sulla Terra. Le triple giunzioni furono classificate innanzitutto a seconda dei margini che in esse si incontrano - quindi, ad esempio, giunzioni di tipo R-R-R, T-T-R, R-R-T, F-F-T, ecc. - e poi a seconda della direzione del moto relativo delle placche coinvolte. Se, ad esempio, le giunzioni di tipo R-R-R possono avere una sola configurazione di movimenti relativi, quelle di tipo T-T-T possono essere classificate come T-T-T(a) (nel caso in cui due placche subducano sotto la stessa placca e quindi i cui vi sia una placca che non subduce) e T-T-T(b) (nel caso in cui tutte e tre le placche subducano una sotto l’altra).
All'inizio McKenzie e Morgan determinarono nei loro studi che, dei 16 tipi individuati, 14 risultavano stabili e due, F-F-F e R-R-F, instabili ed in seguito dimostrarono come anche la configurazione R-R-F potesse risultare stabile sotto alcune condizioni.

### Criteri di stabilità
Perché fra tre placche A, B e C esista una tripla giunzione, è necessario che sia soddisfatta la seguente condizione:
AvB + BvC + CvA = 0
dove AvB è la velocità dello spostamento relativo di B rispetto ad A.
Questa condizione può essere rappresentata nello spazio delle velocità, cioè in uno spazio in cui la velocità di ogni singolo punto è rappresentata scomposta nelle sue componenti nord ed est, con un triangolo delle velocità ABC dove le distanze AB, BC e CA sono proporzionali rispettivamente alle velocità AvB, BvC e CvA.
Altra condizione per l'esistenza di una tripla giunzione stabile è che i movimenti delle placche devono essere tali da lasciare inalterata la geometria di queste ultime. In alternativa, la tripla giunzione si deve muovere in modo tale da rimanere posizionata su tutti e tre i margini di placca coinvolti.
Questi criteri possono essere rappresentati nel sopracitato diagramma nello spazio delle velocità come segue: le linee ab, bc e ca sono luoghi di punti nello spazio delle velocità in cui un osservatore potrebbe muoversi ad una data velocità (anche nulla) e rimanere sempre sul margine di placca. Perché una tripla giunzione possa essere stabile, è necessario che queste tre linee, disegnate sul diagramma contenente il triangolo abbiano un punto di intersezione.
Tali linee sono necessariamente parallele ai margini di placca poiché, per rimanere su un margine, un osservatore deve o muoversi lungo di esso o rimanere fermo.
Per meglio chiarire questo concetto, si prenda in considerazione una tripla giunzione R-T-F come quella in figura 1. 

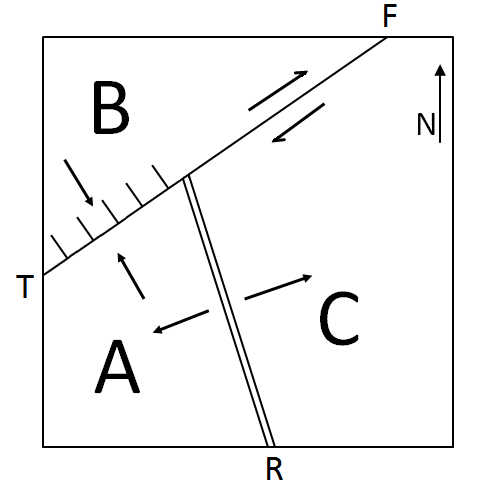
Figura 1 – Una triplice giunzione R-T-F.

In questa giunzione la placca A sta subducendo sotto la placca B, tra le due è quindi presente la fossa T e le due placche stanno avvicinandosi, tra la placca A e la placca C è invece presente la dorsale R e le due placche stanno quindi allontanandosi alla stessa velocità, infine, tra la placca B e la placca C è presente la faglia trasforme F ed il moto relativo delle due placche è parallelo al loro margine.
Per visualizzare meglio le condizioni di stabilità della tripla giunzione è conveniente analizzare ogni margine separatamente.
- Considerando la fossa oceanica in cui la placca A sta subducendo sotto la placca B in direzione nord-ovest, la figura 2 mostra il movimento relativo di A rispetto a B nello spazio delle velocità. La linea che unisce A e B ha quindi la direzione del movimento relativo tra le due placche e la lunghezza proporzionale alla velocità relativa tra le due. La linea ab rappresenta invece il luogo dei punti lungo cui un ipotetico osservatore dovrebbe camminare per rimanere sul margine di placca. Il punto B deve essere situato su questa linea poiché non c’è movimento da parte della placca soprastante nei confronti della fossa.
- Considerando la dorsale oceanica presente tra le placche A e C, la figura 3 mostra la sua rappresentazione nello spazio delle velocità. Il relativo vettore velocità AC è in questo caso ortogonale al margine di placca e la linea ac, che rappresenta sempre il luogo dei punti lungo cui un ipotetico osservatore dovrebbe camminare per rimanere sul margine di placca, deve passare attraverso il punto medio del vettore velocità.
- Per la faglia trasforme tra le placche B e C, infine, la linea deve essere parallela al vettore della velocità relativa tra le due placche, poiché tutto lo spostamento è parallelo alla direzione del margine quindi, come si vede in figura 4, la linea bc deve giacere lungo la direzione BC.

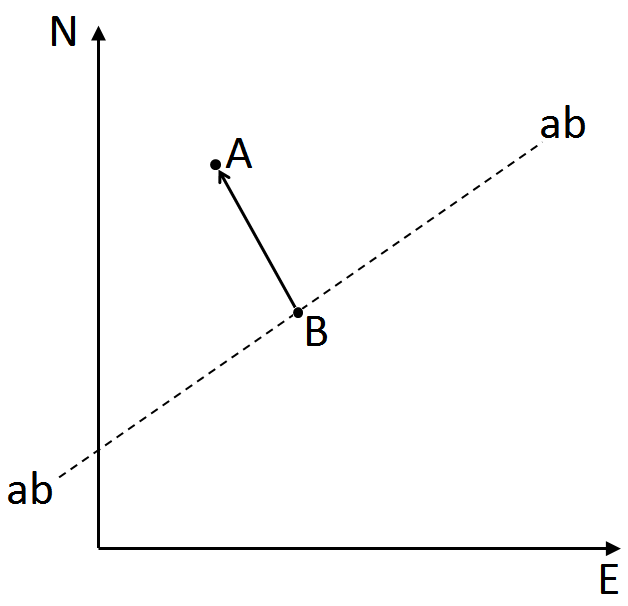
Figura 2 – La rappresentazione nello spazio delle velocità del movimento relativo tra due placche divise da una fossa oceanica.
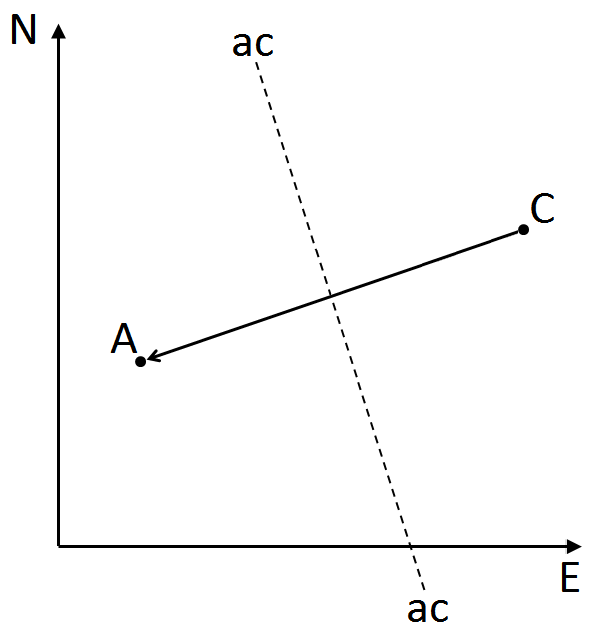
Figura 3 – La rappresentazione nello spazio delle velocità del movimento relativo tra due placche divise da una dorsale oceanica.
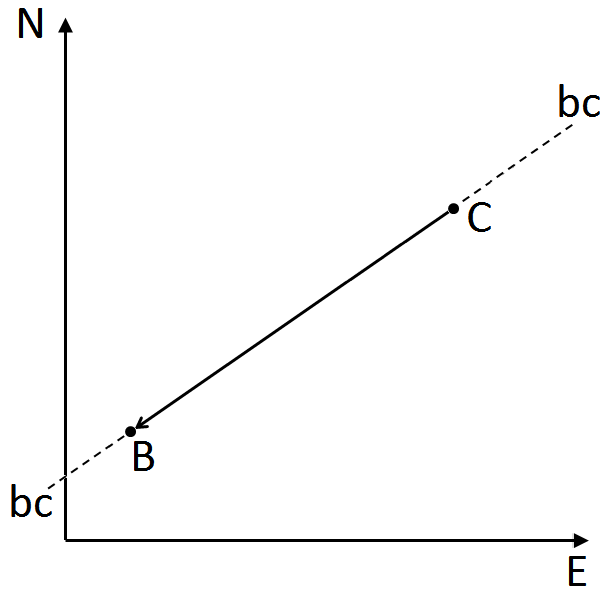
Figura 4 – La rappresentazione nello spazio delle velocità del movimento relativo tra due placche divise da faglia trasforme.
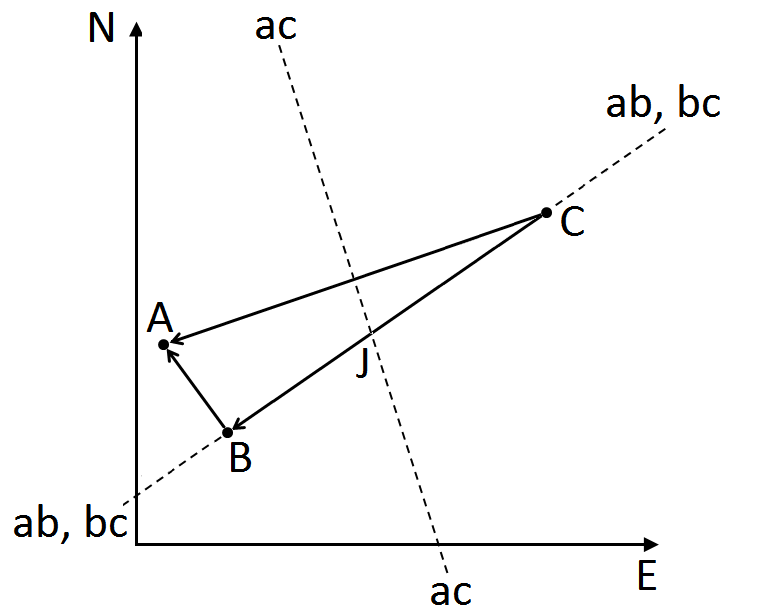
Figura 5 – Il triangolo delle velocità per la tripla giunzione rappresentata in figura 1.

Mettendo insieme queste considerazione in un diagramma totale si ottiene in questo caso il triangolo delle velocità in figura 5. In questo caso, come si vede, le tre linee ab, ac e bc hanno in J un punto di intersezione e la triplice giunzione delle placche A, B e C può dirsi stabile poiché in grado di spostarsi rimanendo sempre sui tre margini di placca.
Va detto però che il caso sopra riportato era un caso particolare di giunzione R-T-F, nel caso generale infatti questo tipo di tripla giunzione non è stabile e tenderà quindi ad evolversi. In figura 6 e 7 è mostrato il caso si una generica giunzione R-T-F in cui, ad esempio, il moto di A rispetto a B non è perpendicolare alla fossa, ed il relativo triangolo delle velocità. L’instabilità della giunzione risulta evidente dalla mancanza di un punto di intersezione tra le linee ab, ac e bc.

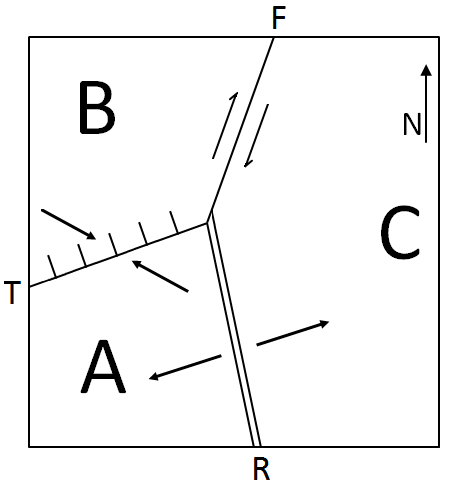
Figura 6 – Una triplice giunzione R-T-F generica.
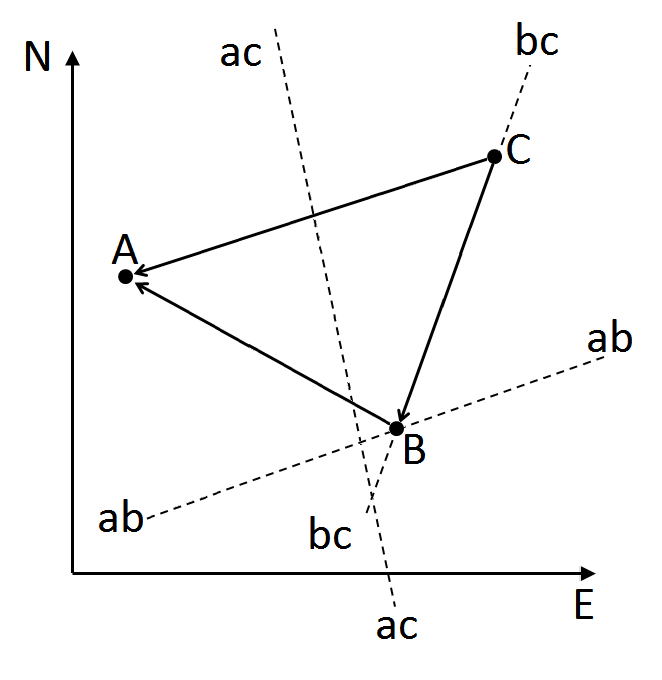
Figura 7 – Il triangolo delle velocità della tripla giunzione rappresentata in figura 6.

## Giunzioni faglia-faglia-faglia (F-F-F)

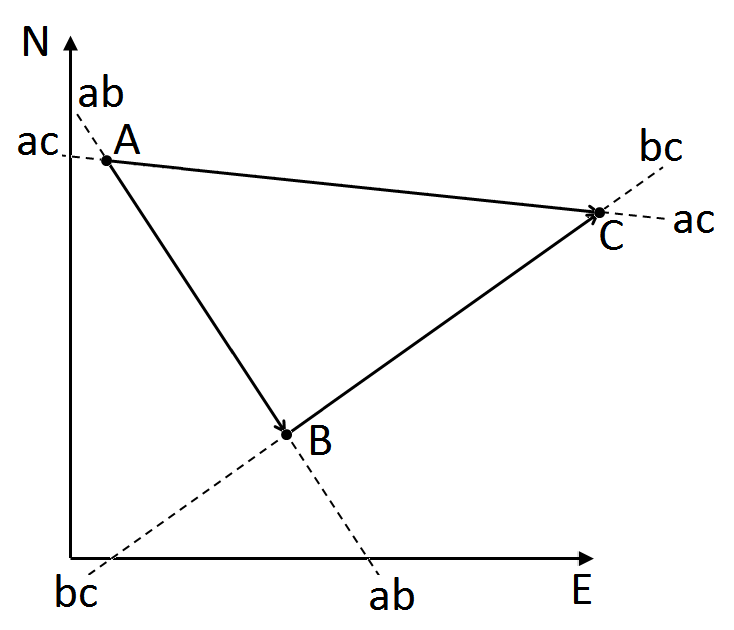
Figura 8 – Il triangolo delle velocità di una triplice giunzione F-F-F.

Usando i criteri sopra indicati è possibile trattare ogni tipo di tripla giunzione, è possibile ad esempio vedere in figura 8 come una giunzione a triplice faglia, quindi di tipo F-F-F, come la tripla giunzione di Karlıova, sia sempre instabile e quindi sempre destinata ad evolversi. 

## Giunzioni dorsale-dorsale-dorsale (R-R-R)

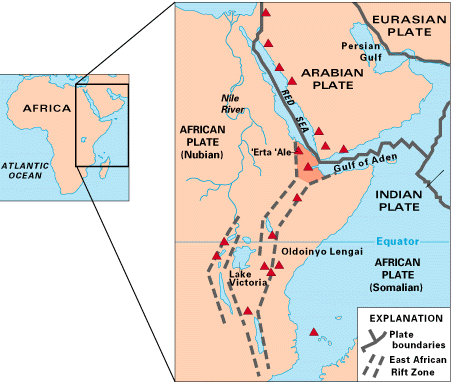
Una mappa del triangolo di Afar in Africa orientale, un esempio di tripla giunzione R-R-R, nonché l’unica tripla giunzione visibile al di sopra del livello del mare.

Se, come detto, le giunzioni F-F-F sono sempre instabili, le giunzioni a tripla dorsale (R-R-R) sono invece sempre stabili ed è quindi molto comune trovare sulla Terra giunzioni di questo tipo, sia nell’attuale situazione del pianeta, come la tripla giunzione di Bouvet, che in quella passata, come la tripla giunzione di Tongareva.
Seguendo i criteri sopra elencati, la stabilità di una tripla giunzione R-R-R è facile da capire se si pensa che le tre bisettrici dei lati di un triangolo (ossia le tre linee ab, ac e bc dei lati triangolo delle velocità che si viene a formare) si incontrano sempre in un unico punto.

## Giunzioni fossa-fossa-fossa (T-T-T)
Una tripla giunzione a triplice fossa è invece stabile a patto che siano rispettate determinate condizioni.
Una giunzione di tipo T-T-T(a) è la tripla giunzione di Bōsō, in Giappone, in cui sia la placca delle Filippine (punto C) che la placca pacifica (punto B) subducono sotto la placca euroasiatica (punto A) ed al contempo la placca pacifica subduce anche sotto la placca delle Filippine. I criteri di stabilità per una siffatta tripla giunzione sono che la linea ab e la linea ac siano sovrapposte o che la linea bc sia parallela al vettore CA.